# Osminia fenusaeformis
Osminia fenusaeformis is een vlinder uit de familie wespvlinders (Sesiidae), onderfamilie Sesiinae.
Osminia fenusaeformis is voor het eerst wetenschappelijk beschreven door Herrich-Schäffer in 1852. De soort komt voor in het Palearctisch gebied.